# Seznam valižanskih pesnikov
Seznam valižanskih pesnikov.

## A
- Dannie Abse
- Kenneth Allott

## D
- Dafydd ap Gwilym

## H
- Nigel Heseltine
- Ieuan Brydydd Hir

## L
- Alun Lewis

## M
- Huw Menai

## O
- Daniel Owen (romanopisec)

## S
- Meic Stephens

## T
- Dylan Thomas
- R. S. Thomas

## W
- Hedd Wyn